# Championnat de Tunisie masculin de volley-ball 1981-1982
Navigation
Saison précédente Saison suivante
Le championnat de Tunisie masculin de volley-ball 1981-1982 est la 27e édition à se tenir depuis 1956. Il est disputé par les douze meilleurs clubs du pays en deux phases : une première en deux poules de six clubs chacune et une seconde en play-off et play-out. Le Club sportif sfaxien s'illustre en remportant le championnat et la coupe de Tunisie. L'équipe prise en main par Hédi Haj Taieb, avec pratiquement le même effectif homogène composé de Rafik Ben Amor, Mohamed Ben Aouicha, Hédi Karray, Maher Keskes, Kais Kharrat, Ghazi Mhiri, Mohamed Hachicha, Mohamed Sarsar, Khaled Keskes, Foued Kammoun, Abdelaziz Ben Abdallah et renforcé par les jeunes Karray Benghazi, Chedly Jellouli et Ali Krid, se montre supérieure au  Club africain dans les deux épreuves.
Les deux clubs relégués sont l'Aigle sportif d'El Haouaria et le Club sportif de Hammam Lif qui sont remplacés par le Tunis Air Club et l'Étoile sportive de Radès.

## Division nationale

### Play-off
| Rang | Équipe                            | Points | Matchs | Victoires | Défaites | Sets pour | Sets contre |
| 1    | Club sportif sfaxien              | 19     | 10     | 9         | 1        | 29        | 9           |
| 2    | Club africain                     | 17     | 10     | 7         | 3        | 26        | 15          |
| 3    | Étoile olympique La Goulette Kram | 16     | 10     | 6         | 4        | 23        | 19          |
| 4    | Club olympique de Kélibia         | 15     | 10     | 5         | 5        | 21        | 21          |
| 5    | Saydia Sports                     | 13     | 10     | 3         | 7        | 15        | 24          |
| 6    | Espérance sportive de Tunis       | 10     | 10     | 0         | 10       | 4         | 30          |

### Play-out
| Rang | Équipe                            | Points | Matchs | Victoires | Défaites | Sets pour | Sets contre |
| 1    | Association sportive des PTT Sfax | 18     | 10     | 8         | 2        | 25        | 12          |
| 2    | Avenir sportif de La Marsa        | 18     | 10     | 8         | 2        | 25        | 12          |
| 3    | Étoile sportive du Sahel          | 16     | 10     | 6         | 4        | 21        | 16          |
| 4    | Stade sportif sfaxien             | 15     | 10     | 5         | 5        | 19        | 18          |
| 5    | Aigle sportif d'El Haouaria       | 15     | 10     | 5         | 5        | 21        | 20          |
| 6    | Club sportif de Hammam Lif        | 10     | 10     | 0         | 10       | 7         | 30          |

## Division 2
Constitué de dix clubs, le championnat de division 2 est remporté par le Tunis Air Club dont c'est la première accession en division nationale, qu'il rejoint avec l'Étoile sportive de Radès, un club habitué à des aller-retour.
- 1er : Tunis Air Club : 34 points
- 2e : Étoile sportive de Radès : 33 points
- 3 e : Association sportive des PTT : 33 points
- 4e : Gazelec sport de Tunis : 28 points
- 5e : Union sportive de Carthage : 27 points
- 6e : Fatah Hammam El Ghezaz : 26 points
- 7e : Union sportive des transports de Sfax : 24 points
- 8e : Zitouna Sports : 24 points
- 9e : Al Hilal : 23 points
- 10e : Club sportif de la Garde nationale : 18 points

## Division 3
Dix clubs sont engagés et répartis en deux poules.

### Poule Nord
- 1er : Wided athlétique de Montfleury : 16 points
- 2e : Club sportif de Jendouba : 13 points
- 3e : Club athlétique bizertin : 11 points
- 4e : Union sportive de Bousalem : 10 points
- 5e : Association sportive de Ghardimaou : 7 points

### Poule Sud
- 1er : Jeunesse sportive kairouanaise : 8 points
- 2e : Union sportive monastirienne : 6 points
- 3e : Wided sportif d'El Hamma : 4 points
- Étoile sportive de Métlaoui et Croissant sportif de M'saken : Forfait général